# Giuliano Vassalli
Giuliano Vassalli (né à Pérouse le 25 avril 1915  et mort à Rome le  21 octobre 2009) est une personnalité politique, conférencier et avocat italien.

## Biographie
Giuliano Vassalli est né à Pérouse, fils de Filippo Vassalli, conférencier et avocat. Il termine ses études universitaires pendant les années du fascisme, et obtient son diplôme à l'Université de Rome « La Sapienza » en 1936.
Au cours de la Seconde Guerre mondiale, antifasciste, il s'engage dans la Résistance romaine le 8 septembre 1943 et d'octobre 1943 à fin janvier 1944, il est membre du conseil central militaire du Comité de libération nationale (CLN).
En janvier 1944, il organise l'évasion de Sandro Pertini et Giuseppe Saragat de la prison Regina Cœli. Il est fait prisonnier à Rome par les nazis en avril 1944 et est emprisonné dans la prison de Via Tasset soumis à la torture. Il est libéré par l'intercession de Pie XII la veille de l'arrivée des forces anglo-américaines à Rome le 4 juin 1944.
Avocat et professeur universitaire de droit pénal et de procédure pénale, il enseigne dans les universités d'Urbino, de Pavie, de Padoue, de Gênes, de Naples et enfin de Rome, où il prend sa retraite en 1990.

### Carrière politique
Après 1945, Vassalli  rejoint le Parti socialiste italien ; de 1968 à 1972, il est député, puis de 1983 à 1987, sénateur pour ce parti. En 1987, Giovanni Goria le nomme ministre de la Justice, il est confirmé avec Ciriaco De Mita et Giulio Andreotti . 
Le 4 février 1991 le président Francesco Cossiga le nomme à la Cour constitutionnelle de la République italienne.
Lors des élections de 1992 pour la  présidence de la République, il est le candidat du Parti socialiste italien (PSI)  aux trois premiers tours de scrutin. Au 11e tour de scrutin, sa candidature a été présentée à nouveau comme candidat officiel de son parti.. Au 14e tour de scrutin, il obtient le soutien de la Démocratie chrétienne et d'autres partis laïques et aurait pu être élu, mais n'atteint pas le quorum de 158 voix. Il a ensuite retiré sa candidature.
Bien que dans ses dernières années Vassalli se soit retiré de la vie publique, en 2001, le Premier ministre Silvio Berlusconi lui a demandé son avis sur le mandat d'arrêt européen et Vassalli a répondu « qu'il s'agissait d'une violation des principes de justice naturelle » .
Giuliano Vassalliest mort à Rome le  21 octobre 2009.

## Publications
Giuliano Vassalli est l'auteur de plus de 200 publications, dans des domaines variés : droit pénal, procédure pénale, criminologie. Une liste  non exhaustive comprend les titres suivants :
- La confisca dei beni: storia recente e profili dommatici, Padoue, Cedam, 1951 ;
- La libertà personale nel sistema delle libertà costituzionali, in AA. VV., Scritti giuridici in memoria di Piero Calamandrei, II, Padoue, Cedam, 1958 ;
- Gian Domenico Pisapia, Il segreto istruttorio nel processo penale, Milan, Giuffré, 1960 ;
- Dizionario di diritto e procedura penale, Milan, Giuffre, 1986 ;
- La giustizia internazionale penale: studi, Milan, Giuffrè, 1995 ;
- La legge penale e la sua interpretazione, il reato e la responsabilità penale, le pene e le misure di sicurezza, Milan, A. Giuffrè, 1997 ;
- Il Codice penale e la sua riforma; criminologia, politica criminale e legislazione straniera; giuristi del passato, Milan, Giuffrè, 1997 ;
- Formula di Radbruch e diritto penale: note sulla punizione dei delitti di Stato nella Germania postnazista e nella Germania postcomunista, Milan, Giuffrè, 2001.

## Distinctions
- Médaille d'argent de la valeur militaire
- Chevalier de k'Ordre du Mérite de la République italienne, Rome, 27 décembre 1966[4].
- Médaille du mérite de la culture et de l'art, Rome, 2 juin 1980[5].

## Reconnaissance posthume
- La ville de Pérouse lui a dédié une place[6].